# Águia de Ouro (Juiz de Fora)
Grêmio Recreativo e Escola de Samba Águia de Ouro (GRES Águia de Ouro) é uma escola de samba da cidade de Juiz de Fora, no estado brasileiro de Minas Gerais.

## História
Em 2010, obteve a quarta e penúltima colocação do grupo B do carnaval da cidade.

## Segmentos

### Presidentes
| Nome                | Mandato        | Ref.  |
| ------------------- | -------------- | ----- |
| Waldelício Cordeiro | ? - atualidade | [ 1 ] |

### Diretores
| Ano  | Diretor de Carnaval | Diretor geral de harmonia | Mestre de bateria       | Ref.  |
| ---- | ------------------- | ------------------------- | ----------------------- | ----- |
| 2013 |                     |                           | Quincas, Michel, Teteco | [ 1 ] |
| 2016 |                     |                           |                         |       |

### Coreógrafo
| Ano  | Nome | Ref. |
| ---- | ---- | ---- |
| 2015 |      |      |
| 2016 |      |      |

### Casal de Mestre-sala e Porta-bandeira
| Ano  | Nome           | Ref.  |
| ---- | -------------- | ----- |
| 2013 | Aloísio e Beth | [ 1 ] |
| 2016 |                |       |

### Rainhas de bateria
| Período | Rainha | Madrinha | Ref. |
| ------- | ------ | -------- | ---- |
| 2015    |        |          |      |
| 2016    |        |          |      |

## Carnavais
| Ano                          | Colocação                    | Grupo                        | Enredo | Carnavalesco                 | Intérprete                                                | Ref.                |
| ---------------------------- | ---------------------------- | ---------------------------- | --- | ---------------------------- | --------------------------------------------------------- | ------------------- |
| 1984                         |                              |                              | Rosa, rainha das flores |                              |                                                           | [ 4 ]               |
| Não desfilou em 1985 e 1986. | Não desfilou em 1985 e 1986. | Não desfilou em 1985 e 1986. | Não desfilou em 1985 e 1986. | Não desfilou em 1985 e 1986. | Não desfilou em 1985 e 1986.                              | [ 4 ]               |
| 1989                         | Vice-campeã                  | B                            | Mineirice |                              |                                                           | [ 4 ]               |
| 2002                         | 3º lugar                     | B                            | Festa de Reis na Folia de Momo |                              |                                                           | [ 4 ]               |
| 2003                         | 4º lugar                     | B                            | Sou Águia, persona, índio guerreiro e cara pintada. Sou samurai de lá e palhaço daqui. Sou eu, sou você no mundo da maquiagem                                  |                              |                                                           | [ 4 ]               |
| 2004                         | 3º lugar                     | B                            | Lenda, magia e sedução, No encanto da sereia |                              |                                                           | [ 4 ] [ 5 ]         |
| 2005                         | Campeã                       | B                            | Criador e Criatura no Encontro Divinal - A Águia Homenageia os Gênios do Carnaval                                                                              |                              |                                                           | [ 4 ] [ 6 ] [ 7 ]   |
| 2006                         | 6º lugar                     | A                            | Abram Alas, Águia de Ouro pede passagem para Chiquinha Gonzaga                                                                                                 |                              |                                                           | [ 4 ] [ 8 ] [ 9 ]   |
| 2007                         | 6º lugar                     | B                            | Quem te conhece não esquece jamais: a Águia de Ouro alça vôo e percorre os caminhos das Minas Gerais                                                           |                              |                                                           | [ 4 ] [ 10 ] [ 11 ] |
| 2008                         | 7º lugar                     | B                            | Em terras de além-mar... A epopéia de Dom João, o rei glutão                                                                                                   |                              |                                                           | [ 4 ] [ 12 ] [ 13 ] |
| 2009                         | Campeã                       | C                            | Mercadores de Ilusão |                              |                                                           | [ 14 ]              |
| 2010                         | 4º lugar                     | B                            | De uma linda história de amor, nascem as Cataratas do Iguaçu Compositores:Marcão melodia, Zé Campissi, Edson Gaguinho, Cici, João Leonel e Henrique Gonçalves. |                              | Marcão melodia.                                           | [ 2 ] [ 15 ]        |
| 2011                         | Vice-campeã                  | B                            | Águia de Ouro Abre Alas e Pede Passagem para Chiquinha Gonzaga Compositores:Flavinho, Marcão, Enrique, João Leonel, Paulo, e José Carlos.                      |                              | Marcão Melodia (participação de Flavinho e Irmãs Barbosa) | [ 16 ] [ 17 ]       |
| Não desfilou em 2012.        |                              |                              | |                              |                                                           |                     |
| 2013                         | Desclassificada              | C                            | Mineirice – o trem da alegria | Comissão de Carnaval         | Marcão Melodia                                            | [ 1 ] [ 18 ]        |
| 2014                         |                              |                              | Mineirice o trem da alegria |                              |                                                           |                     |